# Le calme règne dans le pays
Pour plus de détails, voir Fiche technique et Distribution.
Le calme règne dans le pays (Es herrscht Ruhe im Land) est un film allemand réalisé par Peter Lilienthal et sorti en 1976.

## Synopsis
Un jour à Las Piedras, une petite ville d'Amérique du Sud, des prisonniers politiques sont incarcérés dans la caserne transformée en prison.

## Fiche technique
- Titre original : Es herrscht Ruhe im Land
- Réalisation : Peter Lilienthal
- Scénario :  Peter Lilienthal, Antonio Skármeta
- Photographie : Abel Alboim, Robby Müller
- Musique : Ángel Perra
- Montage : Siegrun Jäger
- Durée : 100 min[1]
- Lieu de tournage : Portugal
- Date de sortie:
  - Allemagne de l'Ouest : 16 janvier 1976

## Distribution
- Charles Vanel : Parra
- Mario Pardo : Gustavo Parra
- Eduardo Durán : Miguel Neira
- Zita Duarte : Cecilia Neira
- Henriqueta Maia : Maria Angelica

## Distinctions
- Meilleur film aux German Film Awards 1976[2]